# 나토리군

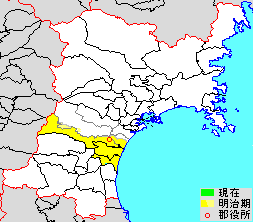
미야기현 나토리군의 위치 (하늘색: 후에 다른 군에서 편입된 구역, 연노랑: 후에 다른 군에 편입된 구역)

나토리군(名取郡)은 일본 미야기현(무쓰국·리쿠젠국)에 있던 군이다.

## 군역
1878년 행정 구역으로 발족 당시의 군역은 아래와 같다.
- 나토리시
- 이와누마시의 대부분
- 센다이시 다이하쿠구 및 아오바구의 일부, 와카바야시구의 일부

## 역사
- 1878년 10월 21일 - 군구정촌 편제법이 미야기현에서 시행되면서, 행정 구역으로서의 나토리군(名取郡)이 발족.

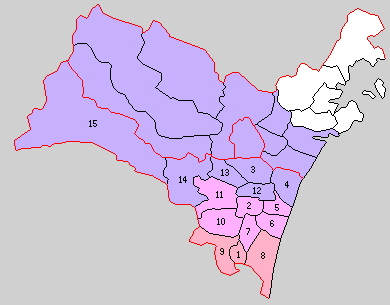
1.이와누마정 2.마스다촌 3.모가사키촌 4.로쿠고촌 5.히가시타가촌 6.시모마스다촌 7.다테코시촌 8.다마우라촌 9.센간촌 10.메데시마촌 11.다카다테촌 12.나카다촌 13.니시타가촌 14.오이데촌 15.아키우촌 (보라: 센다이시 분홍: 나토리시 빨강: 이와누마시)

- 1889년 4월 1일 - 정촌제 시행으로, 아래의 정촌이 발족.(1정 14촌)
  - 이와누마정(岩沼町): 현 이와누마시
  - 마스다촌(増田村): 현 나토리시
  - 모가사키촌(茂ヶ崎村): 현 센다이시
  - 로쿠고촌(六郷村): 현 센다이시
  - 히가시타가촌(東多賀村): 현 나토리시
  - 시모마스다촌(下増田村): 현 나토리시
  - 다테코시촌(館腰村): 현 나토리시
  - 다마우라촌(玉浦村): 현 이와누마시
  - 센간촌(千貫村): 현 이와누마시
  - 메데시마촌(愛島村): 현 나토리시
  - 다카다테촌(高舘村): 현 나토리시
  - 나카다촌(中田村): 현 센다이시
  - 니시타가촌(西多賀村): 현 센다이시
  - 오이데촌(生出村): 현 센다이시
  - 아키우촌(秋保村): 현 센다이시
  - 일부는 미야기군 히로세촌의 일부가 됨.
- 1894년 4월 1일 - 군제 시행.
- 1896년 6월 30일 - 마스다촌이 정제 시행으로 마스다정(増田町)이 됨.(2정 13촌)
- 1915년 2월 1일 - 모가사키촌이 정제 시행과 개칭으로 나가정(長町)이 됨.(3정 12촌)
- 1928년)4월 1일(3정 11촌)
  - 나가정이 센다이시에 편입.
  - 히가시타가촌이 정제 시행과 개칭으로 유리아게정(閖上町)이 됨.
- 1932년 10월 1일 - 니시타가촌이 센다이시에 편입.(3정 10촌)
- 1941년 9월 15일 - 나카다촌·로쿠고촌이 센다이시에 편입.(3정 8촌)
- 1947년 1월 11일 - 이와누마정이 와타리군 오쿠마촌 중 아부쿠마강 북안 부분을 편입.
- 1955년 4월 1일(2정 2촌)
  - 마스다정·유리아게정·시모마스다촌·다카다테촌·다테코시촌·메데시마촌이 합병하여, 나토리정(名取町)이 발족.
  - 이와누마정·센간촌·다마우라촌이 합병하여, 새로이 이와누마정이 발족.
  - 아키우촌의 일부(新川)가 미야기군 미야기촌에 편입.
- 1956년)4월 1일 - 오이데촌이 센다이시에 편입.(2정 1촌)
- 1958년)10월 1일 - 나토리정이 시제 시행으로 나토리시(名取市)가 되어, 군에서 이탈.(1정 1촌)
- 1967년)4월 1일 - 아키우촌이 정제 시행으로 아키우정(秋保町)이 됨.(2정)
- 1971년 11월 1일 - 이와누마정이 시제 시행으로 이와누마시(岩沼市)가 되어, 군에서 이탈.(1정)
- 1988년 3월 1일 - 아키우정이 센다이시에 편입. 당일 나토리군은 폐지됨. 미야기현 내에서는 첫 군 소멸이다.